# كويفا ديل هايرو
بلدية كويفا ديل هايرو (بالإسبانية: Cueva del Hierro)‏، هي إحدى بلديات مقاطعة قونكة إحدى مقاطعات إسبانيا، و التي تقع في منطقة قشتالة لا منتشا وسط البلاد, و المائلة لجهة الشرق من إسبانيا.
يبلغ عدد سكانها 54 نسمة وفقاً لإحصائية سنة (2007).